# Stichopogon chrysostoma
Stichopogon chrysostoma är en tvåvingeart som beskrevs av Ignaz Rudolph Schiner 1867. Stichopogon chrysostoma ingår i släktet Stichopogon och familjen rovflugor. Inga underarter finns listade i Catalogue of Life.